# Franz Kortschak
Franz Florian Kortschak (* 28. April 1908 in Deutschlandsberg; † 3. Juli 1986 in Ehrenhausen) war ein österreichischer Politiker (ÖVP), Bundeskellereiinspektor und Weinbauer. Er war von 1949 bis 1959 Abgeordneter zum Österreichischen Nationalrat.

## Ausbildung und Beruf
Franz Kortschak wurde am 28. April 1908 als Sohn des Fuhrwerksbesitzers Alexander Kortschak (* 17. Juli 1872) und dessen Ehefrau Theresia (geborene Gries; * 5. Oktober 1884) in Deutschlandsberg geboren und am 29. April 1908 auf den Namen Franz Florian getauft. Seine Eltern hatten am 28. Februar 1905 geheiratet.
Kortschak besuchte von 1919 bis 1922 die Bürgerschule in Voitsberg und absolvierte danach eine Lehre in den Obstbaumschulen der „Westland“ in Deutschlandsberg. 1927 bildete er sich an der Steiermärkischen Landes-Obst- und Weinbauschule in Silberberg weiter und legte die Lehramtsprüfung für den Unterricht an Obst- und Weinbauschulen ab. Er besuchte von 1927 bis 1930 die Höhere Bundeslehranstalt und Bundesversuchsstation für Wein-, Obst- und Gartenbau in Klosterneuburg und war im Anschluss bis 1931 Gasthörer an der Hochschule für Bodenkultur in Wien.
Nach einer Gehilfenpraxis 1926 wurde Kortschak 1931 Kellereileiter der weststeirischen landwirtschaftlichen Produzentenvereinigung „Westland“ in Deutschlandsberg und stieg 1934 zum Leiter von Westland auf. Er arbeitete von 1936 bis 1938 als Landeswanderlehrer für Wein- und Obstbau und war danach bis 1940 Weinbauberater und Leiter der Weinbauämter Leibnitz und Radkersburg. Zwischen 1942 und 1943 unterrichtete er als Fachlehrer für Weinbau und Kellerwirtschaft in Marburg an der Drau. Nach dem Zweiten Weltkrieg war er von 1946 bis 1948 in der Zivilberatung im Weinbau und der Kellerwirtschaft tätig. Er wurde 1948 Weinbauinspektor für die Weststeiermark und 1949 Bundeskellereiinspektor. 1952 machte er sich durch den Erwerb eines Weinbaubetriebes selbständig.

## Privates
Am 7. Juni 1942 hatte Kortschak standesamtlich in Ehrenhausen die erste Ehe geschlossen. Am 24. September 1953 fand in der Wallfahrtskirche Maria Straßengel die kirchliche Trauung mit Huberta Stauder statt.

## Politik
Kortschak war Mitglied des Gemeinderates von Ehrenhausen und vertrat die ÖVP vom 8. November 1949 bis zum 15. Dezember 1959 im Nationalrat.